# Marguerite Bays
Marguerite Bays (8. září 1815, Siviriez – 27. června 1879) byla švýcarská františkánská terciářka, mystička a stigmatička. Katolická církev jí uctívá jako svatořečenou.

## Život
Narodila se 8. září 1815 v Siviriezu jako druhá ze sedmi dětí Pierra-Antoine Bays a Josephine Morel. Vyrůstala v silném věřící farmářské rodině. V mládí začala působit jako švadlena.
Nikdy se nevdala a svůj život oddala službě lidem. Starala se o nemocné, děti a mladé ženy. Je známo, že žila hluboce silný duchovní život. Velice uctívala Pannu Marii a strávila hodně času v modlitbě před Nejsvětější svátostí. Roku 1860 vstoupila do Sekulárního františkánského řádu.
Když ji bylo 35 let onemocněla rakovinou střev. Poté, co vzývala Pannu Marii byla 8. prosince 1854 zázračně uzdravena. V tento den papež Pius IX. ustanovil a potvrdil dogma o Neposkvrněném početí Panny Marie. Od této doby se jí objevila stigmata a každý pátek měla extáze, ve kterých viděla ukřižování Krista.
Zemřela 27. června 1879 ve 3 hodiny ráno.

## Proces svatořečení
Proces byl zahájen roku 1929 a to v arcidiecézi Lausanne-Ženeva-Fribourg. Dne 10. července 1990 uznal papež Jan Pavel II. její hrdinské ctnosti. Dne 23. prosince 1993 uznal papež zázrak na její přímluvu. Blahořečena byla 29. října 1995.
Dne 15. ledna 2019 uznal papež František druhý zázrak na její přímluvu. Svatořečena byla 13. října 2019.